# Timo Felber
Timo Felber, ehemals Reuvekamp-Felber (* 1964), ist ein deutscher Germanist und Literaturwissenschaftler.

## Leben
Er erwarb 1992 den Magister an der RWTH Aachen (Germanistik, Geschichte, Politik-Wissenschaft). Von 1994 bis 2006 war er wissenschaftlicher Mitarbeiter und Assistent an der Universität zu Köln (Lehrstuhl Ursula Peters). Nach der Promotion 1998 in Aachen und Habilitation 2006 an der Philosophischen Fakultät in Köln (venia legendi für Deutsche Philologie) vertrat er von 2007 bis 2010 Professuren an den Universitäten Göttingen, Konstanz und Freiburg im Breisgau. Seit 2011 hat er den Lehrstuhl für Ältere Deutsche Literatur an der Christian-Albrechts-Universität zu Kiel inne. Er ist Mitherausgeber der Zeitschrift Euphorion. Zeitschrift für Literaturgeschichte und der Reihe Forschungen zu Kunst, Geschichte und Literatur des Mittelalters.
Seine Arbeitsschwerpunkte sind Raumdarstellungen von Städten in mittelalterlicher Literatur, Sozialgeschichte / Mäzenatentum, historische Anthropologie / Umgang mit Vergänglichkeit, Fiktionalität, Medialität, Intersektionalität und Poetik.

## Schriften (Auswahl)
Selbstständige Publikationen
- Volkssprache zwischen Stift und Hof. Hofgeistliche in Literatur und Gesellschaft des 12. und 13. Jahrhunderts (= Kölner Germanistische Studien. Band 4). Köln 2003, ISBN 3-412-17602-8.
- mit Marc Chinca, Christopher Young (Hrsg.): Mittelalterliche Novellistik im europäischen Kontext. Kulturwissenschaftliche Perspektiven (= Beiheft zur Zeitschrift für deutsche Philologie. Band 13). Berlin 2006.
- mit Bernd Bastert, Andreas Bihrer (Hrsg.): Mäzenaten im Mittelalter aus europäischer Perspektive. Von historischen Akteuren zu literarischen Textkonzepten. Göttingen 2017, ISBN 3-8471-0736-4.
- mit Julia Weitbrecht, Andreas Bihrer (Hrsg.): Die Zeit der letzten Dinge. Deutungsmuster und Erzählformen des Umgangs mit Vergänglichkeit in Mittelalter und Früher Neuzeit (= Encomia Deutsch. Band 6). Göttingen 2020, ISBN 978-3-8471-1097-2.
- mit Andreas Hammer, Victor Millet (Hrsg.): Hartmann von Aue: Ereck. Texte sämtlicher Handschriften – Übersetzung – Kommentar. 2. Auflage. Berlin/Boston 2022, ISBN  978-3-1107-9757-2.
- mit Margit Dahm (Hrsg.): Mentale Konzepte der Stadt in Bild- und Textmedien der Vormoderne (= ROOTS-Series. Band 3). Leiden 2023.
- mit Margit Dahm, Andreas Bihrer (Hrsg.): Scheitern in der Vormoderne. Narrative Konzeptionalisierungen in Literatur und Historiographie (= Encomia Deutsch. Band 8). Göttingen 2024.

Aufsätze
- Fiktionalität als Gattungsvoraussetzung. Die Destruktion des Authentischen in der Genese der deutschen und romanischen Lyrik. In: Ursula Peters (Hrsg.): Text und Kultur. Mittelalterliche Literatur 1150–1450 (= Germanistische Symposien-Berichtsbände. Band 23). Stuttgart/Weimar 2001 , S. 377–402.
- Kollektive Repräsentation als soziale Funktion von Minnesang? Zur Pluralität und Variabilität der Ich-Figurationen in der Minnekanzone am Beispiel Friedrichs von Hausen. In: Albrecht Hausmann (Hrsg.): Text und Handeln. Zum kommunikativen Ort von Minnesang und antiker Lyrik (= Beihefte zum Euphorion. Band 46). Heidelberg 2004, S. 202–224.

- Genealogische Strukturprinzipien als Schnittstelle zwischen Antike und Mittelalter. Dynastische Tableaus in Vergils „Aeneis“, dem „Roman d’Eneas“ und Veldekes „Eneasroman“. In: Manfred Eikelmann, Udo Friedrich (Hrsg.): Praktiken europäischer Traditionsbildung im Mittelalter. Wissen – Literatur – Mythos. Akademie-Verlag, Berlin 2013, S. 57–74.

- mit Svenja Fahr: Konzeptualisierungen des Todes. Deutungsmuster der Vergänglichkeit in den volkssprachigen Troiana-Romana-Erzählungen des 12 Jahrhunderts. In: Euphorion. Band 112, 2018, S. 297–322.
- Historiographisierung als Kompilationstechnik. De-Fiktionalisierung in der Weltchronik Heinrichs von München. In: Dustin Breitenwischer, Hanna-Myriam Häger, Julian Menninger (Hrsg.): Faktuales und fiktionales Erzählen (= Schriftenreihe des Graduiertenkollegs 1767. Band 8). Baden-Baden 2020, S. 57–81.

- Literatur um 1200. Hartmanns Dichtung im literaturhistorischen Kontext. In: Cordula Kropik (Hrsg.): Hartmann von Aue. Eine literaturwissenschaftliche Einführung. UTB Verlag, Tübingen 2021, S. 15–44.